# 심동
심동(心動: Tempting Heart)은 홍콩에서 제작된 실비아 창 감독의 1999년 멜로/로맨스, 드라마 영화이다. 금성무 등이 주연으로 출연하였고 장징 등이 제작에 참여하였다.

## 출연

### 주연
- 금성무
- 양영기
- 막문위

### 조연
- 금연령
- 대립인
- 양설의
- 당문룡

## 제작진
- 출품인: 종재사
- 출품인: 윌리 찬
- 녹음: 양상중
- 미술: 해중문
- 미술: 만림중

## 한국어 더빙 성우진(MBC, 2002년 4월 7일)
- 안지환 - 하오쥔 (금성무)
- 박소라 - 샤로 (양영기)
- 김서영 - 첸리 (막문위)
- 오혜숙
- 이미자
- 이선호
- 손원일
- 윤성혜
- 고성일
- 김지영
- 배정민
- 이자옥
- 채의진
- 최한
- 표영재
- 방성준